# Vlijmscherp SVH
Vlijmscherp SVH is een basketbalclub uit de Nederlandse gemeente Heusden. De club is in 2007 ontstaan door een fusie van BC Vlijmscherp uit Vlijmen en SVH uit Heusden. Het thuistennue van de club bestaat uit een blauw shirt met een blauwe broek. Thuiswedstrijden worden gespeeld in Die Heygrave in Vlijmen en voorheen in De Kubus in Oudheusden. Doordat de uitloop bij de achterlijnen op het veld in de Kubus niet lang genoeg zijn, mag Vlijmscherp SVH met ingang van het seizoen 2013-2014 geen thuiswedstrijden op hoofdklasseniveau meer spelen in de Kubus.
Deze club heeft daarentegen steeds betere jeugd. De jeugd is ondertussen zo goed dat de u16-1 tweede divisie in het seizoen van 2020/2021 gaat spelen. De club is geweldig.